# Szentgáloskér
Szentgáloskér es un pueblo ubicado en el distrito de Kaposvár, en el condado de Somogy, Hungría.

## Superficie
Posee una superficie de 27,25 kilómetros cuadrados.

## Demografía
Hasta 2019 la población era de 495 habitantes, con una densidad de población de 18,17 habitantes por kilómetro cuadrado.